# فاکوندو تورس
فاکوندو تورس (انگلیسی: Facundo Torres؛ زادهٔ ۱۳ آوریل ۲۰۰۰) بازیکن فوتبال اهل اروگوئه است.
از باشگاه‌هایی که در آن بازی کرده‌است می‌توان به باشگاه فوتبال پنیارول اشاره کرد.
وی همچنین در تیم‌های ملی فوتبال زیر ۲۰ سال اروگوئه، و اروگوئه بازی کرده‌است.